# Ahmed Lahmadi
Ahmed Lahmadi (ur. 10 listopada 1992) – tunezyjski judoka. Startował w Pucharze Świata w latach 2014-2017. Zajął piąte miejsce na igrzyskach afrykańskich w 2015. Brązowy medalista mistrzostw Afryki w 2014, a także igrzysk frankofońskich w 2013 roku.